# Каменщик (фильм)
«Каменщик» (англ. The Bricklayer) — художественный фильм режиссёра Ренни Харлина по сценарию Ханны Вег и Мэтта Джонсона, основанный на одноимённом романе 2010 года Пола Линдси, взявшего псевдоним Ноа Бойд. Главные роли в фильме исполнили Аарон Экхарт, Нина Добрев, Тим Блейк Нельсон и Клифтон Коллинз-младший.
Премьера фильма состоялась 5 января 2024 года в США.

## Сюжет
По сюжету неизвестный преступник шантажирует ЦРУ, убивая иностранных журналистов и выставляя их виновными. Когда другие страны начинают выступать против США, ЦРУ приходится вернуть на службу Стива Вейла — своего самого блестящего и непокорного оперативника. Обладая элитными и смертоносными навыками, Вейл получает задание очистить имя агентства, что заставляет его столкнуться со своим постыдным прошлым и распутать международный заговор.

## В ролях
- Аарон Экхарт — Вейл[3]
- Нина Добрев — Кейт
- Тим Блейк Нельсон — О’Мэлли
- Ильфенеш Хадера — Тай Делсон
- Клифтон Коллинз-младший — Радек

## Производство
Фильм был анонсирован в августе 2011 года. Главную роль должен был исполнить Джерард Батлер. В январе 2022 года было объявлено, что Экхарт исполнит главную роль, а Батлер будет продюсером фильма. В феврале 2022 года было объявлено, что Добрев присоединилась к актёрскому составу. Позже в том же месяце было объявлено, что Тим Блейк Нельсон и Клифтон Коллинз-младший присоединились к актёрскому составу. В мае 2022 года было сообщено, что Хадера также прошла кастинг.
Съёмки начались в Салониках в марте 2022 года. Съёмки проходили на киностудии Nu Boyana в Болгарии и Греции.
В мае 2022 года стало известно, что кинокомпания Screen Media приобрела права на прокат фильма в Северной Америке. Однако в октябре 2023 года стало известно, что Vertical Entertainment приобрела права на фильм, и премьера в США запланирована на 5 января 2024 года..

## Восприятие
На сайте Rotten Tomatoes фильм имеет рейтинг 56 %, основанный на 18 отзывах, со средней оценкой 5.3/10.